# Hjertebladet vandaks
Hjertebladet Vandaks (Potamogeton perfoliatus) er  en vandplante i vandaks-familien der er let at kende på den hjerteformede bladgrund. Stænglens længde varierer meget, og bliver længst, op til to meter, hvor planten vokser i dybere  søer.
Hjertebladet Vandaks vokser i søer og vandløb med klart vand, men også i brakvand i fjorde og nor. Den findes  hist og her i Jylland men  er ret sjælden på Øerne.

## Referenecer
1. 1 2  Hjertebladet Vandaks i Felthåndbogen på fugleognatur.dk

| Botanik | Spire Denne botanikartikel er en spire som bør udbygges. Du er velkommen til at hjælpe Wikipedia ved at udvide den. |